# Catedral de San Juan (Lafayette)
La Catedral de San Juan (en inglés: St. John's Cathedral o bien Cathedral of Saint John the Evangelist y originalmente en francés: l'Église St-Jean du Vermilion) es una histórica catedral católica. Fue la primera iglesia de la Parroquia de Lafayette, en Lusiana al Sur de los Estados Unidos. Fue fundada en 1821 en la propiedad donada por Jean Mouton. Este edificio fue terminado en 1916 en el estilo neorrománico. Pertenece a la diócesis de Lafayette en Luisiana.
La Catedral cuenta con un museo de recuerdos y exposiciones sobre la historia de la Catedral y de la parroquia.